# روز جهانی ورزش برای صلح و توسعه

افتتاحیه المپیک تابستانی ۱۸۹۶

روز جهانی ورزش برای صلح و توسعه (به انگلیسی: International Day of Sport for Development and Peace) در روز ۶ آوریل توسط سازمان ملل متحد نامگذاری شد. روز ششم آوریل در واقع آغازگر نخستین دوره بازی‌های المپیک تابستانی مدرن در سال ۱۸۹۶ به میزبانی یونان بوده و به همین علت این روز به‌عنوان روز ورزش در خدمت صلح و توسعه نام‌گذاری شده‌است.